# Comporta hidráulica

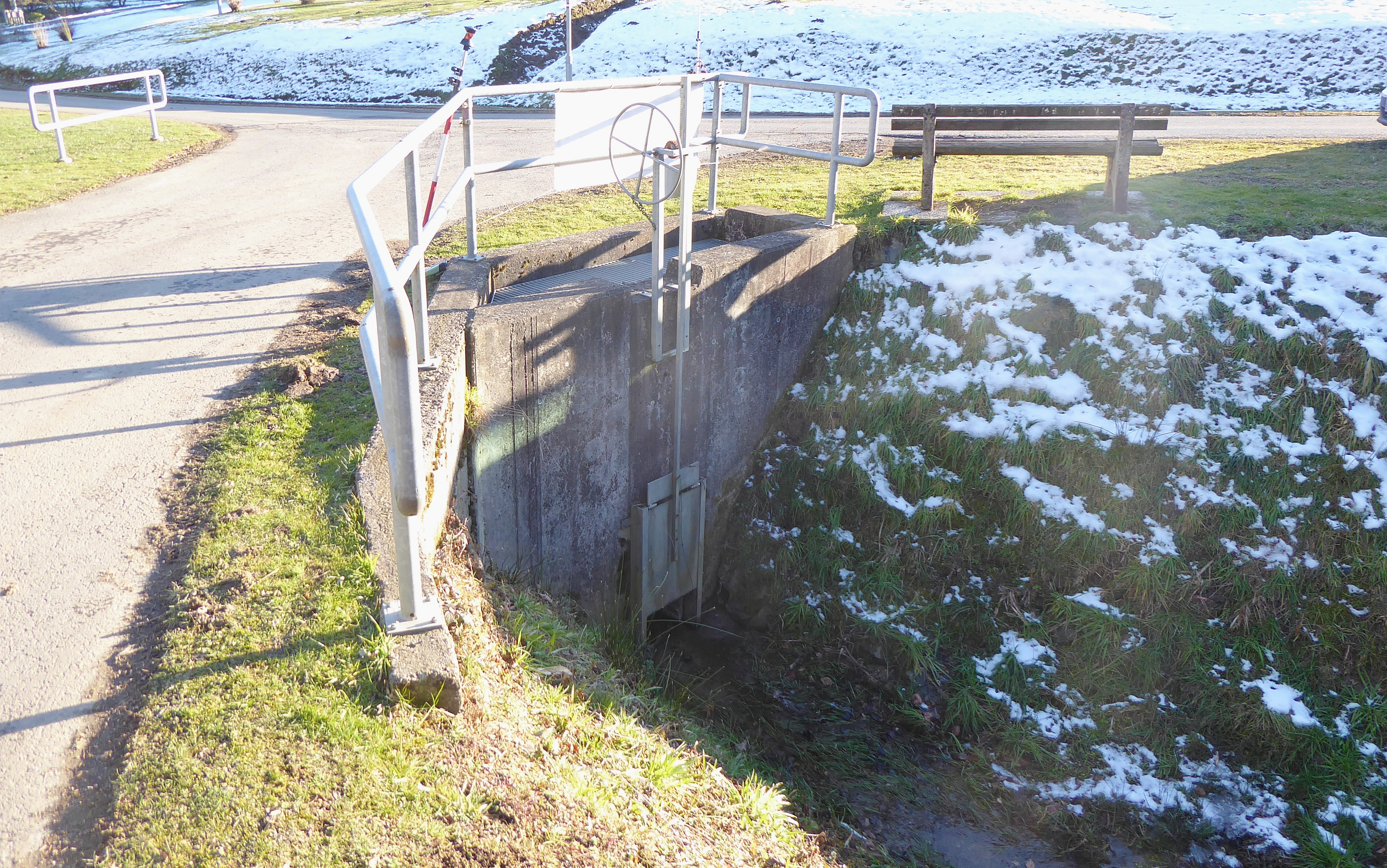
Comporta hidráulica na bacia de retenção de Rohrbach no sudoeste de Mettersdorf am Saßbach, Estíria, Áustria. Data:2021-01-20 15:07:35 Autor:TheRunnerUp

Uma comporta hidráulica compõe-se basicamente de três elementos: tabuleiro, peças fixas e mecanismo de manobra.
O tabuleiro, componente principal da comporta, é um elemento móvel que serve de anteparo à passagem da água e é constituído de paramento e vigamento. A chapa de revestimento do tabuleiro diretamente responsável pela barragem de água é denominada paramento. As peças fixas são os componentes que ficam embutidos no concreto e servem par guiar e alojar o tabuleiro e redistribuir para o concreto as cargas atuantes sobre a comporta. O mecanismo de manobras é o dispositivo diretamente responsável pela abertura e fechamento da comporta. Algumas comportas dispensam o uso de mecanismo de manobras e são movimentadas pela pressão hidráulica, como as dos tipos setor, tambor e telhado.
Os termos empregados na designação dos tipos de comportas são: basculante, cilíndrica, ensecadeira, gaveta, lagarta, mitra, rolante, segmento, setor, Stoney, tambor, telhado, vagão e visor. Esses tipos são definidos na ABNT NBR 7259/82.